# J.C.R. Licklider

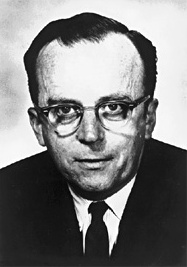
J.C.R. Licklider

Joseph Carl Robnett Licklider (St. Louis (Missouri), 11 maart 1915 – Arlington (Massachusetts), 26 juni 1990), eenvoudigweg bekend als J.C.R. of Lick, was een Amerikaans psycholoog en computerwetenschapper die een van de belangrijkste figuren werd in de computerwetenschappen en de geschiedenis van computers. 

## Loopbaan
Alhoewel J.C.R. Licklider eerder meest bekend was door zijn werk op het gebied van de kunstmatige intelligentie, heeft hij ook belangrijk werk gedaan op het gebied van het ontwikkelen van geavanceerde concepten voor het gebruik van computers. Zijn sleutelrol bij het ontwikkelen van het de tegenwoordige rol van computers wordt steeds duidelijker. Zo heeft hij een hoofdrol gespeeld bij de evolutie van de computer als alleen maar een rekenmachine tot een algemeen werktuig, en zijn ideeën in de vroege zestiger jaren over de introductie van computernetwerken waren de grondslag voor de ontwikkeling van het moderne Internet. 
Een van de vroege resultaten van zijn werk was computertijdsharing, een concept waarbij een groot aantal gebruikers dezelfde computer kunnen gebruiken. Dit was een revolutionaire ontwikkeling in een tijd dat er slechts enkele, erg dure computers bestonden, die door vele wetenschappers gedeeld moesten worden.
Via de Harvard-universiteit en MIT, kwam hij in 1957 terecht bij BBN, waar hij de eerste PDP-1 van Digital Equipment Corporation (DEC) kocht, en de eerste demonstraties gaf van zijn computer-timesharing technologie.
In 1960 schreef Licklider zijn beroemde document "Man-Computer Symbiosis", waarin hij de eisen beschreef die nodig waren om het gemakkelijker te maken voor gebruikers om met computers te werken. Hoewel Licklider erkend wordt als een pionier op het gebied van de kunstmatige intelligentie en cybernetica, geloofde hij niet dat de mens vervangen zou worden door de computer. Hij zag de computer als een werktuig dat het routinewerk zou doen, waarna de resultaten door de mens gebruikt zou worden om groter inzicht te krijgen dat nodig is voor verdere ontwikkelingen in wetenschappelijk en technisch denken.
De vroegste ideeën over een globaal computernetwerk werden beschreven door Licklider in augustus 1962 in een reeks memoranda, die het concept van een Galactic Network discussieerden. Deze ideeën zijn bijna allemaal terug te vinden in het tegenwoordige internet.
In oktober 1962 werd hij benoemd tot hoofd van de informatieverwerkingsgroep van het Advanced Research Projects Agency (ARPA) van het Amerikaanse ministerie van defensie, waar hij de medewerkers overtuigde van het belang van een computernetwerk voor algemene communicatiedoeleinden.
In 1968 werd J.C.R. Licklider benoemd tot directeur van het "Project MAC" aan het Massachusetts Institute of Technology. Project MAC ontwikkelde het eerste computer-timesharing systeem, "CTSS", en het besturingssysteem Multics, de directe voorloper van Unix.
De resultaten van Lickliders ideeën zijn vandaag nog overal te zien. Het is moeilijk vast te stellen hoe groot zijn invloed is geweest. Zijn denken legde de grondslag voor de revolutionaire ontwikkeling van het World Wide Web en het internet in het algemeen. In 2013 werd Licklider door de Internet Society postuum geëerd voor zijn werk als internetpionier door opgenomen te worden in de Internet Hall of Fame.
- Association for Computing Machinery: 81100565487
- Biblioteca Nacional de España: XX999866
- Bibliothèque nationale de France: cb124201851 (data)
- CiNii: DA04095701
- DBLP: 143/2071
- Gemeinsame Normdatei: 124622259
- International Standard Name Identifier: 0000 0001 1059 0671
- Library of Congress Control Number: n80028573
- Mathematics Genealogy Project: 240988
- Nationale Bibliotheek van Israël: 987007280685005171
- Nationale Bibliotheek van Polen: a0000001031598
- Nederlandse Thesaurus van Auteursnamen: 074638564
- Système universitaire de documentation: 073272639
- Virtual International Authority File: 41929274
- WorldCat: E39PBJbMcPDXv7bVyQTg4m9v73